# صلاح درويش
صلاح عبد الله محمد درويش (1952 -) هو منتج وممثل مسرح  وممثل أفلام وتلفزيون قطري.

## حياته ونشأته
ولد سنة 1952، وهو رائد في المجال المسرحي والسينمائي والتلفزيوني، بدأ مشوارة الفني منذ نهاية الستينات من القرن العشرين، وهو أحد مؤسسي «فرقة المسرح القطري»، وهي أول فرقة مسرحية رسمية في قطر، وأحد مؤسسي السينما في قطر، شارك في فيلم الشراع الحزين عام 1976، وحاز هذا الفيلم على الجائزة الفضية في مهرجان شاليمار عام 1978، شارك عام 1974 في برنامج أين الطريق، وهو أول برنامج درامي قطري وتوالت مشاركاته في العديد من المسلسلات، ابتعد عن التمثيل عام 1982، لكنة لم يبتعد عن العمل في المجال الفني، ظل يعمل ادراي ومنتج فهو المدير المالي والادراي لفرقة قطر المسرحية التي تأسست عام 1994 بعد دمج الفرق المسرحية القطرية، وشارك بعد غياب 28 عام في مسرحية مجاريح وفيلم عقارب الساعة ولكنه لم يستمر في التمثيل بعد هاذين العملين وذالك للأسباب صحية، جعلته يعتزل التمثيل.

## أعماله

### التلفزيونية
- انا الغلطان (1972)
- اين الطريق (1974)
- الطيور المهاجرة (1975)
- وضاع الامل (1975)
- بندر في قطر (1975)
- اللؤلؤة (1976)
- الهجرة إلى المستقبل (1977)
- الضياع (1978)
- قمر البر والبحر (1978)
- الفارس والاميرة الحالمه (1979)
- الجلادة (1979)
- عرس الفريج (1980)
- يوميات ساهي (1980)
- يوميات عائلة (1980)
- عيد وسعيد (1981)
- دانة (1981)

### المسرحية
- صقر قريش (1969)
- خارج من الجحيم (1973)
- باقي الوصية (1976)
- هوبيل يالمال (1976)
- إلى اين (1976)
- الخروج من بوابة الوهم (1977)
- سوق البنات (1980)
- ثلاثة على واحد (1982)
- مجاريح (2010)

### الأفلام السينمائية
- الشراع الحزين (1976)
- عقارب الساعة (2010)

## وصلات خارجية
- صلاح درويش على موقع قاعدة بيانات الأفلام العربية